# Saxifraga capitata
Saxifraga capitata är en stenbräckeväxtart som beskrevs av Philippe Picot de Lapeyrouse. Saxifraga capitata ingår i Bräckesläktet som ingår i familjen stenbräckeväxter. Inga underarter finns listade i Catalogue of Life.